# Cryphia aurolichenea
Cryphia aurolichenea är en fjärilsart som beskrevs av Edward Alfred Cockayne 1951. Cryphia aurolichenea ingår i släktet Cryphia och familjen nattflyn. Inga underarter finns listade i Catalogue of Life.